# جايمي بيدرو كول
جايمي بيدرو كول (بالبرتغالية: Jaime Pedro Kohl‏) هو كاهن كاثوليكي برازيلي، ولد في 12 ديسمبر 1954 في Salvador do Sul ‏ في البرازيل.